# 小库赛湖
小库赛湖是一个位于中国青海省格尔木县的湖泊，面积约为36平方千米。